# J2 League 2024
La J2 League 2024, también conocida como «2024 Meiji Yasuda J2 League» (en japonés: 2024 明治安田J2リーグ, romanizado: 2024 Meiji Yasuda Seimei J2 Rīgu) por razones de patrocinio, fue la vigésimo sexta edición de la J2 League, la segunda división japonesa de fútbol, desde su creación en 1999.

## Sistema de juego
El torneo se disputa en un formato de todos contra todos a ida y vuelta, de manera tal que cada equipo debe jugar un partido de local y uno de visitante contra sus otros diecinueve contrincantes. Una victoria se puntua con tres unidades, mientras que el empate vale un punto y la derrota, ninguno.
Para desempatar se utilizan los siguientes criterios:
1. Puntos
2. Diferencia de goles
3. Goles anotados
4. Resultados entre los equipos en cuestión
5. Desempate o sorteo

Los dos equipos con más puntos al final del campeonato ascenderán a la J1 League 2025. Los cuatro siguientes mejor ubicados disputan el torneo reducido para determinar el ascendido restante.
Los tres últimos de la tabla de posiciones descenderán automáticamente a la J3 League 2025, siempre y cuando los ascendidos de este torneo tengan licencia para disputar la J2 League o no sean equipos filiales.
Esta temporada hubo una reestructuración en todas las divisiones de la J League. Todas constarán de 20 equipos. 

## Ascensos y descensos
| Pos  | Descendidos en la temporada 2023 |
| ---- | -------------------------------- |
| 18.º | Yokohama FC                      |

| Pos       | Ascendidos a la J1 League 2024 |
| --------- | ------------------------------ |
| 1.º       | Machida Zelvia                 |
| 2.º       | Júbilo Iwata                   |
| Play-offs | Tokyo Verdy                    |

| Pos  | Descendidos en la temporada 2023 |
| ---- | -------------------------------- |
| 21.º | Omiya Ardija                     |
| 22.º | Zweigen Kanazawa                 |

| Pos | Ascendidos de la J3 League 2023 |
| --- | ------------------------------- |
| 1.º | Ehime                           |
| 2.º | Kagoshima United                |

## Equipos participantes
| Equipo              | Ciudad     | Estadio                                      | Capacidad   | Posición     |
| ------------------- | ---------- | -------------------------------------------- | ----------- | ------------ |
| Blaublitz Akita     | Akita      | Soyu Stadium                                 | 20 125      | J2 (13.º)    |
| Ehime FC            | Matsuyama  | Ningenieer Stadium                           | 20 919      | J3 (1.º)     |
| Fagiano Okayama     | Okayama    | City Light Stadium                           | 20 000      | J2 (10.º)    |
| Fujieda MYFC        | Fujieda    | Fujieda Soccer Stadium                       | 13 000      | J2 (12.º)    |
| Iwaki FC            | Iwaki      | J-Village Stadium & Iwaki Greenfield Stadium | 5000 & 5600 | J2 (18.º)    |
| JEF United Chiba    | Chiba      | Fukuda Denshi Arena                          | 18 500      | J2 (6.º)     |
| Kagoshima United    | Kagoshima  | Shiranami Stadium                            | 12 584      | J3 (2.º)     |
| Mito HollyHock      | Mito       | K's denki Stadium Mito                       | 12 000      | J2 (17.º)    |
| Montedio Yamagata   | Yamagata   | ND Soft Stadium                              | 20 315      | J2 (5.º)     |
| Oita Trinita        | Ōita       | Showa Denko Dome Oita                        | 40 000      | J2 (9.º)     |
| Renofa Yamaguchi    | Yamaguchi  | Yamaguchi Ishin Park Stadium                 | 20 000      | J2 (20.º)    |
| Roasso Kumamoto     | Kumamoto   | Egao Kenko Stadium                           | 32 000      | J2 (14.º)    |
| Shimizu S-Pulse     | Shizuoka   | IAI Stadium Nihondaira                       | 20 339      | J2 (4.º)     |
| Thespakusatsu Gunma | Gunma      | Shoda Shoyu Stadium Gunma                    | 15 253      | J2 (11.º)    |
| Tochigi SC          | Utsunomiya | Kanseki Stadium Tochigi                      | 25 244      | J2 (19.º)    |
| Tokushima Vortis    | Tokushima  | Pocarisweat Stadium                          | 20 441      | J2 (15.º)    |
| V-Varen Nagasaki    | Nagasaki   | Estadio de la Paz de Nagasaki                | 20 027      | J2 (7.º)     |
| Vegalta Sendai      | Sendai     | Yurtec Stadium Sendai                        | 19 694      | J2 (16.º)    |
| Ventforet Kofu      | Kofu       | Yamanashi Chuo Bank Stadium                  | 17 000      | J2 (8.º)     |
| Yokohama FC         | Yokohama   | Estadio Mitsuzawa                            | 15 454      | J1 J1 (18.º) |

## Tabla de posiciones
Actualizado el 10 de noviembre de 2024.
| Pos. | Equipo                  | Pts. | PJ | G  | E  | P  | GF | GC | Dif. | Ascenso o descenso                |
| ---- | ----------------------- | ---- | -- | -- | -- | -- | -- | -- | ---- | --------------------------------- |
| 1    | Shimizu S-Pulse (C, A)  | 82   | 38 | 26 | 4  | 8  | 68 | 38 | +30  | Ascenso a la J1 League 2025       |
| 2    | Yokohama FC (A)         | 76   | 38 | 22 | 10 | 6  | 60 | 27 | +33  | Ascenso a la J1 League 2025       |
| 3    | V-Varen Nagasaki (X)    | 75   | 38 | 21 | 12 | 5  | 74 | 39 | +35  | Clasifican al play-off de Ascenso |
| 4    | Montedio Yamagata (X)   | 66   | 38 | 20 | 6  | 12 | 55 | 36 | +19  | Clasifican al play-off de Ascenso |
| 5    | Fagiano Okayama (A)     | 65   | 38 | 17 | 14 | 7  | 48 | 29 | +19  | Clasifican al play-off de Ascenso |
| 6    | Vegalta Sendai (X)      | 64   | 38 | 18 | 10 | 10 | 50 | 44 | +6   | Clasifican al play-off de Ascenso |
| 7    | JEF United Chiba        | 61   | 38 | 19 | 4  | 15 | 67 | 48 | +19  |                                   |
| 8    | Tokushima Vortis        | 55   | 38 | 16 | 7  | 15 | 42 | 44 | −2   |                                   |
| 9    | Blaublitz Akita         | 54   | 38 | 15 | 9  | 14 | 36 | 35 | +1   |                                   |
| 10   | Iwaki                   | 54   | 38 | 15 | 9  | 14 | 53 | 41 | +12  |                                   |
| 11   | Renofa Yamaguchi        | 53   | 38 | 15 | 8  | 15 | 43 | 44 | −1   |                                   |
| 12   | Roasso Kumamoto         | 46   | 38 | 13 | 7  | 18 | 53 | 62 | −9   |                                   |
| 13   | Fujieda MYFC            | 46   | 38 | 14 | 4  | 20 | 38 | 57 | −19  |                                   |
| 14   | Ventforet Kofu          | 45   | 38 | 12 | 9  | 17 | 54 | 57 | −3   |                                   |
| 15   | Mito HollyHock          | 44   | 38 | 11 | 11 | 16 | 39 | 51 | −12  |                                   |
| 16   | Oita Trinita            | 43   | 38 | 10 | 13 | 15 | 33 | 47 | −14  |                                   |
| 17   | Ehime FC                | 40   | 38 | 10 | 10 | 18 | 41 | 69 | −28  |                                   |
| 18   | Tochigi (D)             | 34   | 38 | 7  | 13 | 18 | 33 | 57 | −24  | Descenso a la J3 League 2025      |
| 19   | Kagoshima United (D)    | 30   | 38 | 7  | 9  | 22 | 35 | 59 | −24  | Descenso a la J3 League 2025      |
| 20   | Thespakusatsu Gunma (D) | 18   | 38 | 3  | 9  | 26 | 24 | 62 | −38  | Descenso a la J3 League 2025      |

 Fuente: https://www.jleague.co/standings/j2/2024/
Criterios de clasificación: 1) Puntos; 2) Gol diferencia; 3) Goles anotados; 4) Puntos en partidos directos; 5) Gol diferencia en partidos directos; 6) Goles anotados en partidos directos; 7) Puntos fair-play.

## Play-Off
En la temporada 2024 se aplicó el formato habitual. El play-off se disputó a partir de la fase de semifinales, donde los enfrentamientos estaban previamente determinados. Basado en las posiciones de J2 al final de la temporada regular: el equipo tercero jugó contra el sexto, mientras que el cuarto jugó contra el quinto. Los ganadores de las semifinales jugaron la final del reducido, siendo el ganador el ascendido a la J1 League.
En caso de empate en cualquiera de los partidos del reducido, el equipo con la mejor clasificación se clasificó para la siguiente fase. El orden de colocación actualmente fue: J2 3.º, 4.º, 5.º y 6.º lugar.
Para la temporada 2024, tres equipos ascendieron a la J1 League 2025. 
|  | Semifinales    | Semifinales       | Semifinales    |                |   | Final           | Final          | Final          |  |
|  | 1 de diciembre | 1 de diciembre    | 1 de diciembre |                |   | 7 de diciembre  | 7 de diciembre | 7 de diciembre |  |
|  |                |                   |                |                |   |                 |                |                |  |
|  |                |                   |                |                |   |                 |                |                |  |
|  | 3              | V-Varen Nagasaki  | 1              |                |   |                 |                |                |  |
|  | 3              | V-Varen Nagasaki  | 1              |                |   |                 |                |                |  |
|  | 6              | Vegalta Sendai    | 4              |                |   |                 |                |                |  |
|  | 6              | Vegalta Sendai    | 4              |                | 5 | Fagiano Okayama | 2              |                |  |
|  |                |                   |                |                | 5 | Fagiano Okayama | 2              |                |  |
|  |                |                   | 6              | Vegalta Sendai | 0 |                 |                |                |  |
|  | 4              | Montedio Yamagata | 6              | Vegalta Sendai | 0 | 0               |                |                |  |
|  | 4              | Montedio Yamagata |                |                |   | 0               |                |                |  |
|  | 5              | Fagiano Okayama   | 3              |                |   |                 |                |                |  |
|  | 5              | Fagiano Okayama   | 3              |                |   |                 |                |                |  |
|  |                |                   |                |                |   |                 |                |                |  |

#### Semifinales
| 1 de diciembre | V-Varen Nagasaki  | 1–4 | Vegalta Sendai                            | PEACE STADIUM Connected by SoftBank, Nagasaki |  |
| 13:05          | Matheus Jesus 76' |     | Nakajima 31', 90+2' · Eron 53' · Goke 68' |                                               |  |

| 1 de diciembre | Montedio Yamagata | 0–3 | Fagiano Okayama                          | Estadio de Yamagata, Yamagata |  |
| 14:00          | Kawai 54'         |     | Motoyama 31' · Iwabuchi 34' · Kimura 84' |                               |  |

#### Final
| 6 de diciembre de 2024               | Fagiano Okayama            | 2–0 | Vegalta Sendai | City Light Stadium, Okayama |  |
| 14:00                                | Suemane 20' · Mototama 61' |     |                |                             |  |
| Fagiano Okayama ascendió a J1 League |                            |     |                |                             |  |

## Goleadores
| Posición | Jugador           | Equipo            | Goales |
| -------- | ----------------- | ----------------- | ------ |
| 1        | Hiiro Komori      | JEF United Chiba  | 23     |
| 2        | Kaina Tanimura    | Iwaki FC          | 18     |
| 3        | Ken Yamura        | Fujieda MYFC      | 16     |
| 3        | Matheus Jesus     | V-Varen Nagasaki  | 16     |
| 5        | Edigar Junio      | V-Varen Nagasaki  | 14     |
| 6        | Motohiko Nakajima | Vegalta Sendai    | 12     |
| 6        | Koya Kitagawa     | Shimizu S-Pulse   | 12     |
| 6        | Adaílton          | Ventforet Kofu    | 12     |
| 6        | Hiroto Iwabuchi   | Fagiano Okayama   | 12     |
| 10       | Juanma            | V-Varen Nagasaki  | 10     |
| 10       | Junya Takahashi   | Montedio Yamagata | 10     |